# Bairam Khan

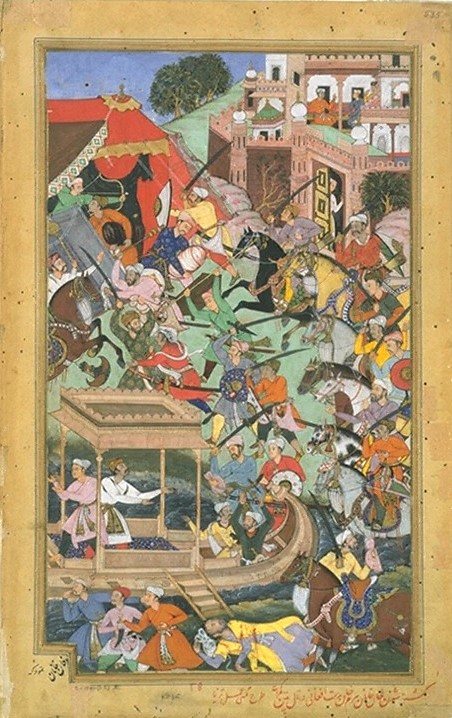
De moord op Bairam Khan in Patan. Miniatuurschildering uit een kopie van de Akbarnama, rond 1590.

Bairam Khan (Perzisch: بيرام خان; gestorven te Patan, 31 januari 1561) was in de 16e eeuw een Turks-islamitisch militair bevelhebber en staatsman in het Mogolrijk. Hij diende achtereenvolgens de keizers Babur, Humayun en Akbar. Zijn belangrijkste wapenfeit was zijn overwinning in de Tweede Slag bij Panipat (1556), waarmee hij de troon voor Akbar veiligstelde. Daarna fungeerde hij vijf jaar als regent voor de minderjarige keizer.

## Levensloop
Bairam Khan werd geboren in Badakhshan, tegenwoordig in het oosten van Afghanistan. Zijn familie behoorde tot de etnisch Turkmeense Kara Koyunlugroep. Zijn grootvader en vader dienden Babur, de stichter van het Mogolrijk. Zelf trad Bairam Khan op 16-jarige leeftijd in dienst. Hij diende keizer Humayun, de opvolger van Babur, in diens militaire campagnes in Gujarat (1535) en Bengalen (1537). 
Na Humayuns nederlaag tegen Sher Shah Suri in de slag bij Kannauj (1540) werd Bairam Khan gevangengenomen. Hij wist echter te ontsnappen en zich bij Humayun aan te sluiten, die naar Sindh was gevlucht. Hij vergezelde Humayun tijdens diens ballingschap in Perzië. Na de herovering van de stad Kandahar stelde Humayun hem daar aan als gouverneur. De keizer vertrouwde Bairam Khan zo dat hij hem de militaire educatie van zijn zoon Akbar toevertrouwde. Nadat Humayun Hindoestan heroverde op de Suri's en opnieuw op de troon in Delhi zat, bleef Bairam Khan met Akbar in Afghanistan.
Na de onverwachtse dood van Humayun in januari 1556 werd de 13-jarige Akbar uitgeroepen tot keizer. De macht van de Mogols werd echter niet erkend door een aantal overgebleven pretendenten uit de Afghaanse Suri-clan en de hindoeïstische koning Hemu, die in oktober 1556 Delhi innam. Bairam Khan versloeg Hemu echter in de tweede slag bij Panipat (5 november 1556) en stelde zo de troon veilig. Hij bracht de daarop volgende jaren door met het bestrijden van de overgebleven verzetshaarden tegen de Mogols.
In 1561 echter had de jonge en ambitieuze vorst genoeg gehad van de macht van zijn regent. Onder invloed van zijn pleegbroer, Adham Khan, zette hij Bairam Khan uit zijn functie. Deze kreeg de keuze met een lagere functie aan het hof genoegen te nemen of een bedevaart naar Mekka te maken. Bairam Khan koos voor het laatste maar werd onderweg, in Gujarat, vermoord door een Afghaanse Lohani, die wraak wilde nemen voor zijn vijf jaar eerder tegen Bairam Khan gesneuvelde vader.